# اچ‌دی ۵۹۸۰
اچ‌دی ۵۹۸۰ یک ستاره است که در صورت فلکی توکان قرار دارد.